# Рефсхалеёэн
Рефхалеёэн (дат. Refshaleøen) — бывший промышленный район в гавани Копенгагена — столицы Дании. Первоначально был отдельным островом, но теперь является частью острова Амагер. Чуть более ста лет он был местом верфи «Burmeister & Wain», которую закрыли в 1996 году.

## История
В 1624 году на Рефхалеёэне, когда он первоначально был островом, был построен блокгауз, чтобы защищать вход в гавань Копенгагена вместе с крепостью Святой Анны (сейчас — Кастеллет) на берегу северной части города. Мелиорация значительно увеличила размер острова в 1870-х годах, когда были углублены водные пути порта. В 1871 году на острове была построена верфь «Burmeister & Wain». На этой верфи работало 8000 человек, а сама верфь стала символом истории датской промышленности.

## Современное состояние

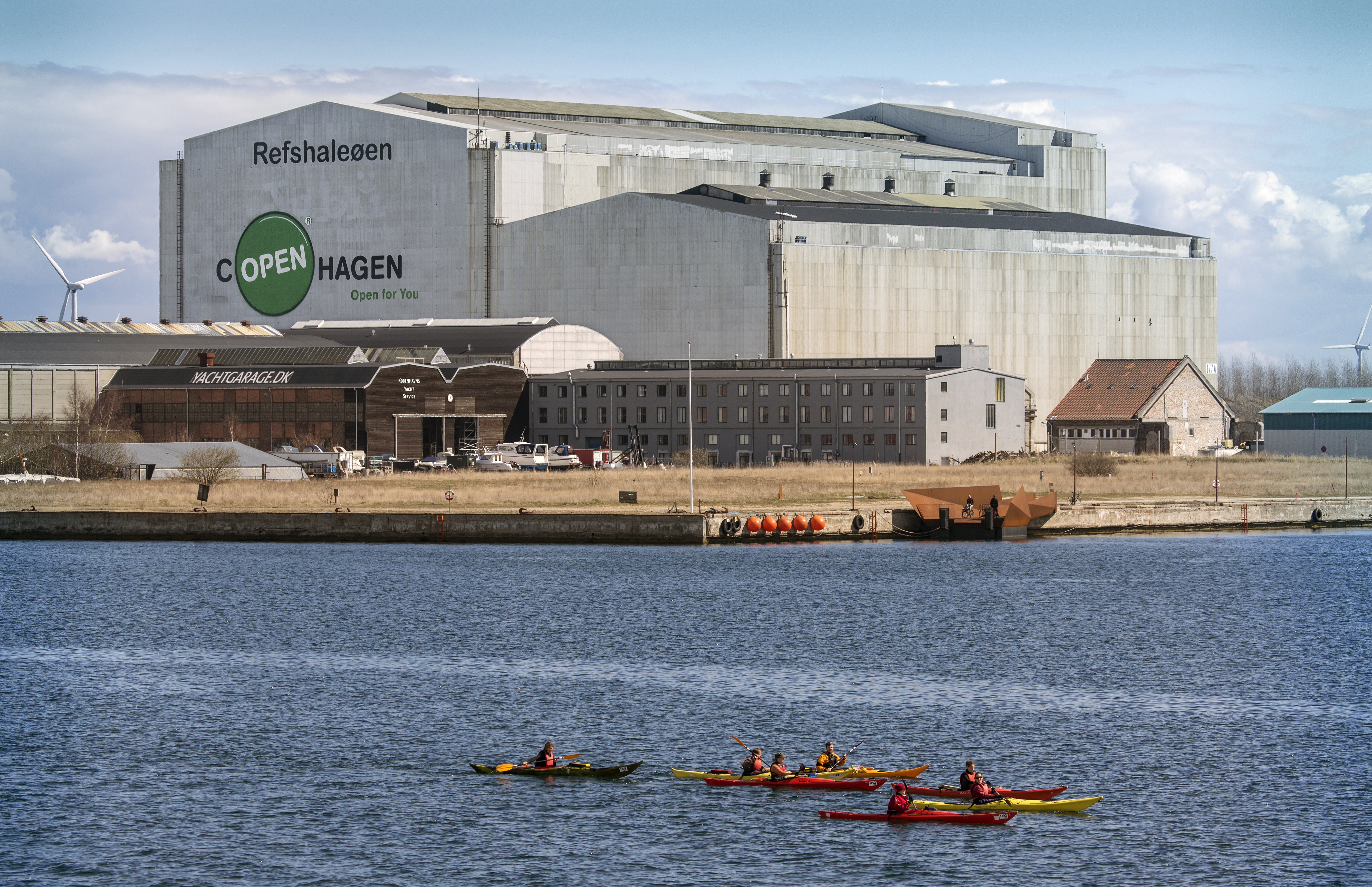
B&W Hallerne — место проведения конкурса песни «Евровидение-2014».

В 1996 году верфь обанкротилась, а её территория подверглась значительным изменениям. В настоящее время здания верфи используются как рынок и места для проведения культурно-развлекательных мероприятий.
В зданиях верфи находятся: театр «Asterions Hus», ресторан «AMASS», который был открыт бывшей главой «Номы» Мэтью Орландо, галерея «YARD» и творческое объединение «Skabelonloftet».
В апреле 2011 года «Copenhagen Yacht Services» открыла первый датский яхт-гараж на острове — крытый причал для катеров по американскому образцу.
Некоммерческая аэрокосмическая организация «Copenhagen Suborbitals» работает на Рефхалеёэне.

## Преобразования

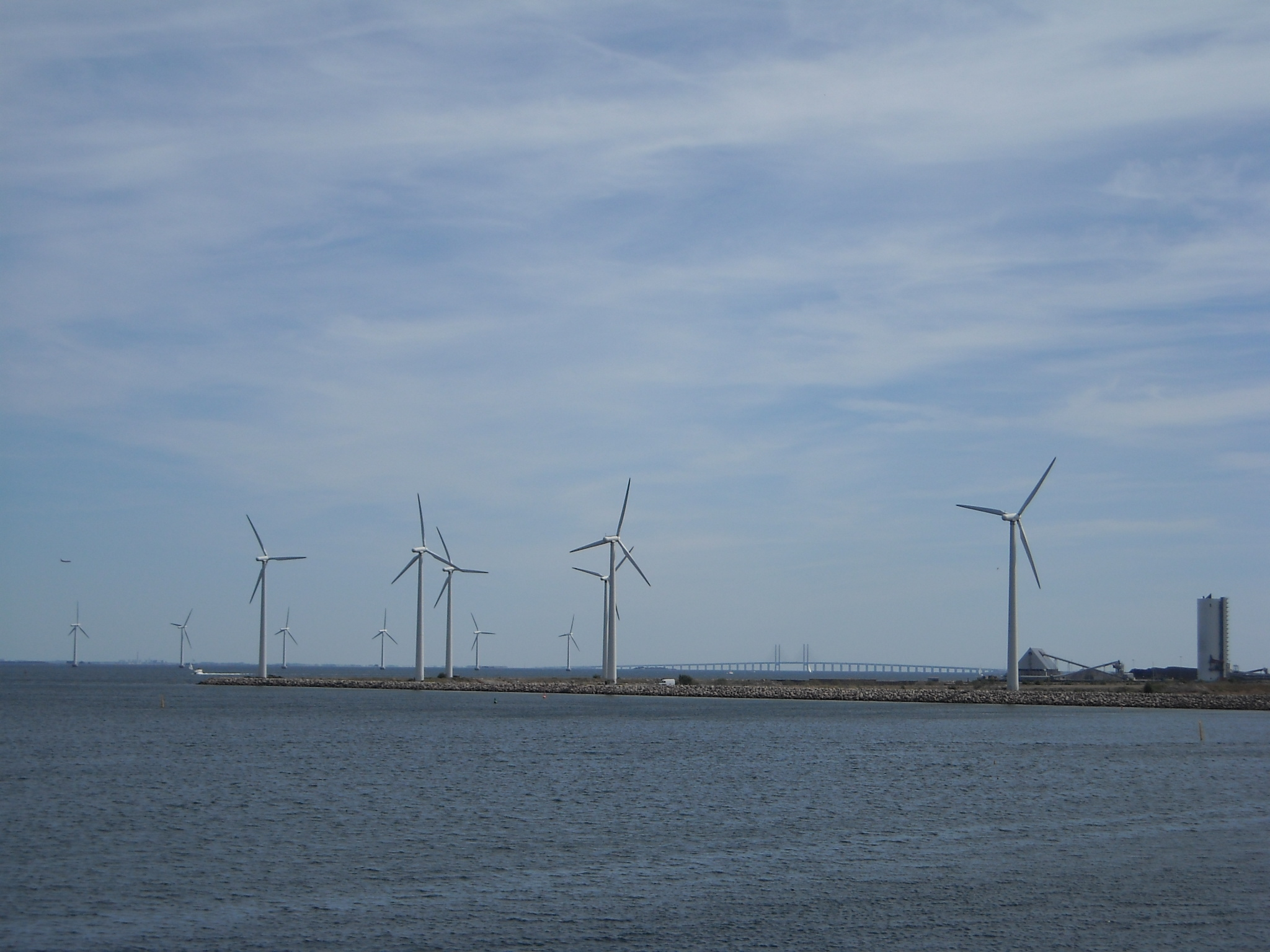
Ветряные мельницы на Рефхалеёэне на фоне Эресуннского моста.

Сегодня Рефхалеёэн является собственностью частной компании «Ejendomsselskabet Refshaleøen A/S», принадлежащий четырём пенсионным фондам: «Sampension», PKA, PFA и «Lønmodtagernes Dyrtidsfond». Площадь территории острова — примерно 500 000 кв. м. В 2013 году было заключено сотрудничество с энергетической компанией «SE Big Blue» и энергетической академией на острове Самсё, планирующий создать благоприятные климатические условия в окрестности.

## События
Рефхалеёэн часто используется как место для проведения культурно-развлекательных мероприятий. В 2013 году на его территории были проведены: фестиваль хеви-метал музыки «Copenhell», фестиваль электронной музыки «EDM-2013», фестиваль скандинавского рэгги, «MAD Symposium», Рефхалеёэнский музыкальный фестиваль и театральный фестиваль «Asteroiden».

## «Евровидение-2014»
2 сентября 2013 года «Danmarks Radio» объявило, что конкурс песни «Евровидение-2014» пройдёт в залах B&W. Территория острова будет преобразована в «Остров Евровидения» — стиль комплекса «Olympic Park», где будут находиться все необходимые удобства и пресс-центр в течение всего конкурса.